# 丰特奈-特雷西尼
丰特奈-特雷西尼（法語：Fontenay-Trésigny，法語發音：[fɔ̃tnɛ tʁeziɲi] ⓘ）是法国法蘭西島大區塞纳-马恩省的一个市镇，属于普罗万区。 

## 地理
丰特奈-特雷西尼（48°42'27"N, 2°52'10"E）面积22.12 平方千米，位于法国法蘭西島大區塞纳-马恩省，该省份为法国北部内陆省份，北起瓦兹省，西接埃松省、马恩河谷省、塞纳-圣但尼省和瓦兹河谷省，南至卢瓦雷省，东南接约讷省，东临马恩省和奥布省，东北接埃纳省。
与丰特奈-特雷西尼接壤的市镇（或旧市镇、城区）包括：布里地区马尔勒、贝尔奈-维尔贝、沙特尔、布里地区绍姆、吕米尼-内勒-奥尔莫。

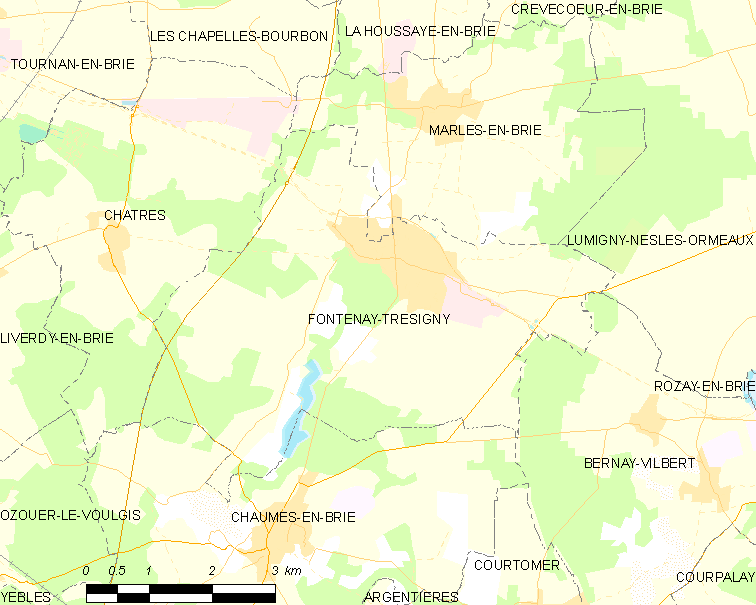
丰特奈-特雷西尼的OSM定位图

丰特奈-特雷西尼的时区为UTC+01:00、UTC+02:00（夏令时）。

## 行政
丰特奈-特雷西尼的邮政编码为77610，INSEE市镇编码为77192。

## 政治
丰特奈-特雷西尼所属的省级选区为丰特奈-特雷西尼县。

## 人口

1962-2008年间丰特奈-特雷西尼人口变化图示

丰特奈-特雷西尼于2022年1月1日时的人口数量为5887人。